# Samson und Delila
Pour les articles homonymes, voir Samson et Dalila (homonymie).
Pour plus de détails, voir Fiche technique et Distribution.
Samson und Delila est un film autrichien réalisé par Alexander Korda, sorti en 1922.

## Fiche technique
- Titre original : Samson und Delila
- Réalisation : Alexander Korda
- Scénario : Alexander Korda et Ernest Vajda
- Photographie : Nicolas Farkas, Maurice Armand Mondet, Josef Zeitlinger
- Montage : Karl Hartl
- Production : N. Szucs for Corda-Film-Consortium, Vita-Konzern
- Format : noir et blanc - 1,33:1 - Film muet
- Pays d'origine : Autriche
- Genre : péplum
- Durée : 1h 28 min
- Dates de sortie : 
  -  Autriche : 25 mars 1922
  -  Finlande : 10 septembre 1923
  -  Royaume-Uni : octobre 1923

## Distribution
- María Corda : Julia Sorel / Delila, la femme d'Abimelech
- Alfredo Boccolini : Samson
- Franz Herterich : Prince Andrei Andrewiwitch / Abimelech, le roi des Philistins
- Paul Lukas : Ettore Ricco, ténor